# ヨウ化ベリリウム
ヨウ化ベリリウム（Beryllium iodide）は、化学式がBeI2の化合物である。吸湿性が非常に大きく、水と激しく反応してヨウ化水素酸を生成する。

## 反応
ヨウ化ベリリウムは金属ベリリウムとヨウ素とを500 - 700℃で反応させることにより合成する。
{\displaystyle {\ce {Be\ + I2 -> BeI2}}}
また、ヨウ化ベリリウムはベリリウムカーバイドとヨウ化水素を気相で反応させて合成することもできる。
{\displaystyle {\ce {Be2C\ + 4HI -> 2BeI2\ + CH4}}}
ヨウ化ベリリウムは他のハロゲンと交換しやすく、フッ素と反応させるとフッ化ベリリウム、塩素と反応させると塩化ベリリウム、臭素と反応させると臭化ベリリウムを生ずる。

## 危険性
空気中において、固体および蒸気は可燃性である。